# كسارة البندق الأمير
كسارة البندق الأمير (بالإنجليزية: The Nutcracker Prince)‏ هو فيلم رسوم متحركة خيالي أنتج في كندا وصدر عام 1990. من إنتاج شركة لاكوود للإنتاج، وصدر عن طريق شركة وارنر بروس ومن إخراج بول شيبلي. استند الفيلم إلى قصة كسارة البندق وملك الفئران من تأليف إرنست هوفمان

## قصة
يركز الفيلم على فتاة تدعى كلارا وهبها عمها كسارة بندق خاصة. تجذبها الهدية إلى عالم من السحر والعجائب، وتوصل إلى الخاتمة لأسطورة كسارة البندق، أمير الدمى: شاب اسمه هانز الذي حولته الفئران إلى كسارة بندق، ولا يمكنه سوى كسر التعويذة إذا قتل الملك الفأر.

## مؤدي الاصوات
- كيفر ساذرلاند - الأمير هانز / كسارة البندق
- ميغان يتبع - كلارا
- بيتر بوريتسكي - "العم Drosselmeier"
- فيليس ديلر - ملكة الماوس
- مايك ماكدونالد - ملك الفأر
- بيتر أوتول - بانتالون
- لين جورمان - ترودي
- جورج ميرنر - دكتور ستالباوم
- ستيفاني مورجنسترن - لويز
- كريستوفر أوينز - إريك
- ديان ستابلي - أ. إنغريد ستالباوم
- منى وسرمان - الأميرة بيرليبات
- نعوم زيلبرمان - فريتز

## الميزانية والإيرادات
حقق الفيلم إيرادات تقدر بـ 1781694 دولار.

## روابط خارجية
- كسارة البندق الأمير على موقع IMDb (الإنجليزية)
- كسارة البندق الأمير على موقع روتن توميتوز (الإنجليزية)
- كسارة البندق الأمير على موقع نتفليكس (الإنجليزية)
- كسارة البندق الأمير على موقع Turner Classic Movies (الإنجليزية)
- كسارة البندق الأمير على موقع أول موفي (الإنجليزية)
- كسارة البندق الأمير على موقع بوكس أوفيس موجو (الإنجليزية)
- كسارة البندق الأمير على موقع فيلمافينيتي (الإسبانية)
- كسارة البندق الأمير على موقع قاعدة بيانات الأفلام السويدية (السويدية)
- كسارة البندق الأمير على موقع قاعدة بيانات الفيلم (الإنجليزية)
- كسارة البندق الأمير على موقع ليتربوكسد (الإنجليزية)